# Брубю
Брубю (швед. Broby швед. вимова: [ˈbrûːbʏ])) — селище (tätort) на півдні Швеції, лен Сконе. Адміністративний центр комуни Естра-Йоїнге.
Село розташоване на річці Гельге, приблизно за 25 км на північ від Крістіанстаду на національній дорозі № 19 (Істад — Естано).
Назва села буквально означає «село через міст». Принаймні з XVII століття Брубю було місцевим торговим центром і місцем зборів і судів.
Тут знаходиться один із найбільших і найстаріших музеїв Швеції просто неба садиба Брубю.
У 2020 році в Брубю проживало 3,561 особи.

## Залізниця
До 2002 року існувала залізниця до Крістіанстада (пасажирський рух до 1969 року), але тепер вона розірвана між Брубю та Ганаског і замінена велосипедною доріжкою. Велосипедна подорож можлива на ділянці Брубю — Гліммінге, траса залишається у власності муніципалітету.
Будівля вокзалу в Брубю збереглася, але тепер це приватний стоматологічний кабінет.